# Viktor Farkas
Viktor Farkas (ur. 5 października 1978 w Pjongjangu) – węgierski piłkarz występujący na pozycji środkowego obrońcy.

## Życie prywatne
Ma brata bliźniaka Attilę, który także jest piłkarzem.